# جان نورثکات
جان نورثکات (انگلیسی: John Northcott; ۲۴ مارس ۱۸۹۰ – ۴ اوت ۱۹۶۶) سیاست‌مدار اهل استرالیا بود. وی همچنین برندهٔ جوایزی همچون نشان سلطنتی ویکتوریایی و نشان حمام شده‌است.